# Мацієвська
Маціє́вська (рос. Мациевская) — селище у складі Забайкальського району Забайкальського краю, Росія. Входить до складу Забайкальського міського поселення.

## Населення
Населення — 88 осіб (2010; 132 у 2002).
Національний склад (станом на 2002 рік):
- росіяни — 79 %